# さまよえるオランダ人

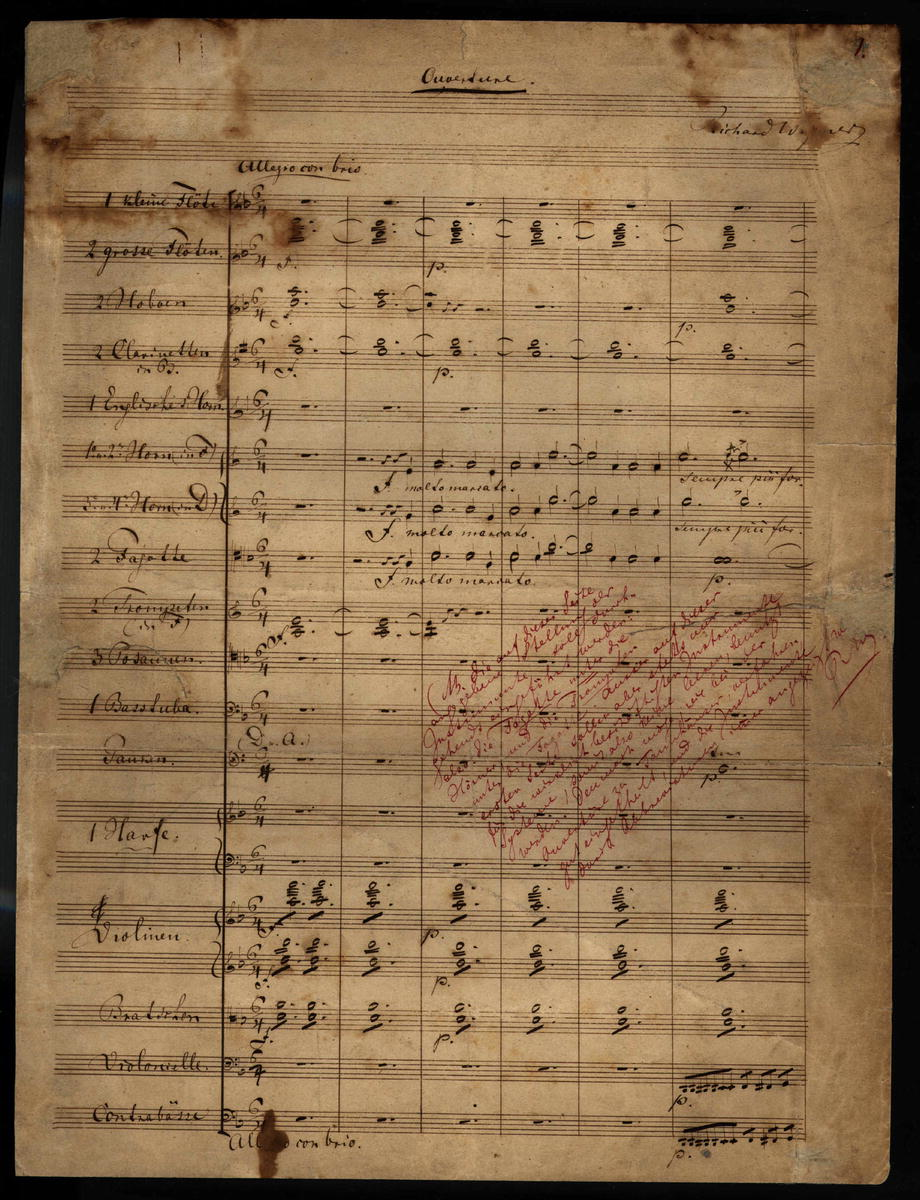
リヒャルト・ワーグナーが描いた「さまよえるオランダ人」の楽譜

『さまよえるオランダ人』（さまよえるオランダじん、ドイツ語: Der fliegende Holländer）は、リヒャルト・ワーグナー作曲のオペラ。

## 概要
神罰によって、この世と煉獄の間を彷徨い続けているオランダ人の幽霊船があり、喜望峰近海で目撃されるという伝説（フライング・ダッチマン）を元にした、ドイツの詩人ハインリヒ・ハイネの『フォン・シュナーベレヴォプスキー氏の回想記』（Aus den Memoiren des Herren von Schnabelewopski、1834年）にワーグナーが着想を得て再構成し、1842年に完成し、1843年に初演された。

## 登場人物
- オランダ人 - バリトン
- ダラント船長 - バス
- ゼンタ（ダラントの娘） - ソプラノ
- エリック（ゼンタの恋人） - テノール
- 舵手（ダラントの部下の水夫） - テノール
- マリー（ゼンタの乳母） - アルト

## 楽器編成
フルート2、ピッコロ、オーボエ2（2番はイングリュッシュ・ホルン持ち替え）、クラリネット2、ファゴット2、ホルン4、トランペット2、トロンボーン3、チューバ（作曲当初はオフィクレイド）、ティンパニ1対、風音器、タムタム、ハープ、弦五部
バンダ：ホルン6、ピッコロ3

## 異稿および1幕/3幕形式
作曲者の欲した形式は1幕形式であったが、当時の未熟な舞台技術によって止むを得ず3幕構成にさせられた。なお、現行の楽譜に2つの稿があり、第1稿が荒々しいオーケストレーションの救済のない形（1841年版）、第2稿が幾分穏やかなオーケストレーションで救済のある形（1880年版）である。それぞれの稿の違う部分は、主に序曲の最後と終幕のフィナーレのオーケストレーションである。ウィーン国立歌劇場では、前演出までは第1幕の後に休憩を入れたが、今では完全に1幕形式上演である。現在のバイロイトを初めとして、ほとんどの歌劇場も1幕形式で上演される。

## 演奏時間
1幕形式の場合で約2時間10分かかる。救済が無い初稿は、救済がある最終稿よりも2分から3分短い。ワーグナーの全オペラ作品では一番短い。3幕版は今日では実際の上演が珍しいが、各幕50分、50分、30分の割合。第1幕の後で1回だけ休憩を取る場合もある。

## あらすじ

### 第1幕（第1ビルト）
舞台はノルウェーのフィヨルドに面した港町。ダラントは一時避難で自らの家のあるここに投錨する。すると遠くから、黒いマストに真紅の帆を立てた幽霊船が現れる。幽霊船の船長のオランダ人は「呪いを受け7年に一度上陸できるが、乙女の愛を受けなければ呪いは解かれず、死ぬことも許されずに永遠に海をさまよわなければならぬ」と嘆く。
ダラントはオランダ人から財宝を渡され、娘ゼンタと引き会わすことを約束してしまう。

### 第2幕（第2ビルト）
ゼンタはオランダ人と出会い、その不幸に心打たれ、救いたいと思う。ゼンタはオランダ人の肖像を見ては思いを募らすばかりである。しかし、ゼンタはエリックという青年に愛されている。
ゼンタは父とオランダ人に説得され、オランダ人につき従うことを約束する。

### 第3幕（第3ビルト）

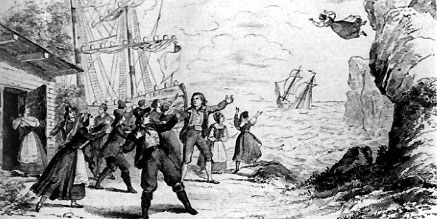
貞節を証明するために海に身を投じるゼンタ

第1幕の港町に再びオランダ人の幽霊船が現れる。オランダ人に会おうとするゼンタ。それを引き止めるエリック。オランダ人はエリックのゼンタへの愛を見て「裏切られた」と言い、帆をはり去っていく。ゼンタは自らの純愛を岩の上から叫び、貞節を証明するために海に身を投じる。ゼンタの純愛を得た幽霊船は呪いを解かれ、死を得て沈没する。そしてオランダ人とゼンタは浄化され昇天していく。

## 備考
- このオペラのフランス語版の表題"Le Vaisseau fantôme"がまさしく幽霊船を指すこともあって、古くはこのオペラの題名を『幽霊船』と日本語訳した例も見受けられる（例えば[1]など）。「さまよえるオランダ人」という語も、幽霊船の船長であるオランダ人を指すと同時に、その幽霊船自体のことも指す。しかしこのオペラの場合、劇中の最後に船長自身が「人は私をさまよえるオランダ人と呼ぶ」（"den fliegenden Holländer nennt man mich"[2]）と言っているため、ドイツ語原題に関しては「さまよえるオランダ人」が妥当な日本語訳である。
- 英語訳題の「フライング・ダッチマン」は、オランダ系やドイツ系の著名人のニックネームとして英語圏でしばしば用いられる。具体例はフライング・ダッチマン (曖昧さ回避)の項を参照。
- この物語をモチーフにして、設定を現代に移して後日談を描いた映画がある。1951年のイギリス映画『パンドラ』で、エヴァ・ガードナーとジェームズ・メイスンが出演した。
- パウル・ヒンデミットによる弦楽四重奏のための『朝7時に湯治場で二流のオーケストラによって初見で演奏された「さまよえるオランダ人」序曲』というパロディ作品がある。